# Otonephelium stipulaceum
Otonephelium stipulaceum är en kinesträdsväxtart som först beskrevs av Richard Henry Beddome, och fick sitt nu gällande namn av Ludwig Radlkofer. Otonephelium stipulaceum ingår i släktet Otonephelium och familjen kinesträdsväxter. Inga underarter finns listade i Catalogue of Life.